# Мнемба
Мнемба (англ. Mnemba) — одиночный малый остров, расположенный около 2 км к северо-востоку от острова Занзибар.

## География
Остров примерно треугольной формы, около 500 м в диаметре и 1,5 км по периметру. Окружен овальной формы рифом, 7 на 4 км. Эти рифы объявлены зоной морского заповедника. Иногда остров Мнемба ошибочно называют коралловым островом.

## Туризм
Остров является частной территорией, свободный доступ на него запрещен. Используется практически исключительно для элитарного туризма, дайвинга и т. п.